# Marco Larsen
Marco Larsen (født 15. maj 1993) er en dansk professionel fodboldspiller. Han er pt. uden kontrakt, men spillede senest for FC Midtjylland.
Han startede sin karriere i Ringsted IF og Køge Boldklub, inden han skiftede til FC Midtjylland i 2008, for hvem han fik debut i Superligaen i 2012. Her spillede han frem til januar 2016, hvor han spillede frem til sommeren 2016. Han spillede efterfølgende et halvt år for FC Midtjylland, inden han blev udlejet til HB Køge i december 2016 for resten af 2016-17-sæsonen. Da lejeaftalen med HB Køge udløb, udløb hans kontrakt med FC Midtjylland også.

## Karriere

### FC Midtjylland
Marco Larsen fik sin debut i Superligaen den 12. marts 2012, da han blev skiftet ind i det 64. minut i stedet for Mads Albæk i 4-1-sejren over AC Horsens, hvilket også var den eneste kamp i Superligaen 2011-12. Sæsonen efter spillede han 13 kampe for FC Midtjylland i Superligaen med et mål til følge.
Den 14. januar 2016 blev Marco Larsen udlejet til 1. divisionsklubben Vejle Boldklub i foråret af sæsonen 2015-16.
Den 13. december 2016 blev det offentliggjort, at Marco Larsen blev udlejet til HB Køge for resten af 2016-17-sæsonen. Det blev dog den 7. juni 2017 offentliggjort, at Marco Larsens lejeaftale med HB Køge ikke blev forlænget, hvilket ifølge Larsen bundede i hans skadeshistorik. Han spillede i alt tolv kampe i halvsæsonen for HB Køge. Hans kontrakt med FC Midtjylland udløb samtidig med lejeaftalen med HB Køge i sommeren 2017.